# Ignacy Jan Paderewski
Ignacy Jan Paderewski (født 6. november 1860 i Kurylówka, Polen, død 29. juni 1941 i New York, USA) var en polsk politiker, pianist og komponist. Han var fortaler for polsk selvstændighed, og han var i kort tid premierminister for Polen i 1919.
Paderewski modtog tidligt klaverundervisning. Han tog til Warszawa for at studere som 12-årig på Warszawa musikkonservatorium. 
Skønt Paderewski hovedsagelig var koncertpianist, komponerede han 1. symfoni i h-mol (Polonia) (1909). Han skrev i senromantisk stil og var en stor beundrer af Franz Liszt.
Han skrev klaversonater og sange og turnerede sent i sit liv i USA og døde i New York på en turné.

## Udvalgte værker
- Symfoni i h-mol "Polen" (1903-1909) - for orkester
- Klaverkoncert (1882-1888) - for klaver og orkester
- Klaversonater (1887-1903) - for klaver
- Kantate (1897-1903) - for sang